# Kapitan Chlebnikow
Kapitan Chlebnikow (ros. Капитан Хлебников, ang. Kapitan Khlebnikov) – rosyjski lodołamacz o napędzie konwencjonalnym (Diesel-elektrycznym), klasy lodowej LL3, obecnie (tj. od 1991 roku) wyczarterowany przez Quark Expeditions i używany jako statek wycieczkowy (ekspedycyjny) w rejonach Arktyki i Antarktyki. Został zbudowany w 1981 w Finlandii jako jeden z obecnie trzech lodołamaczy typu Kapitan Sorokin, obok siostrzanych statków: "Kapitan Dranicyn" oraz "Kapitan Nikołajew" (sam "Kapitan Sorokin", pierwszy lodołamacz tego typu, wskutek przebudowy dziobu nie zaliczany jest już do typu). Pierwotnie "Chlebnikow" był przeznaczony do pracy w charakterze lodołamacza prowadzącego konwoje statków handlowych przepływające przez pokryte lodem wody w rosyjskiej części Arktyki.
Statek posiada osiem pokładów. Jest wyposażony w 54 kabiny pasażerskie, dwie jadalnie, barek, klub, ogrzewany basen, saunę i siłownię, bibliotekę, salę kinową oraz windę.
W lutym 2006 "Kapitan Chlebnikow" dotarł do Zatoki Wielorybów w Antarktyce, osiągając 78° 40,871' szerokości geograficznej południowej. Tym samym wyrównał rekord ustanowiony przez Roalda Amundsena na statku "Fram" w 1911 roku. Ponadto udało mu się dwukrotnie okrążyć Antarktydę.
"Kapitan Chlebnikow" zostanie wycofany z floty Quark Expeditions w 2012 roku (ostatni, pożegnalny rejs odbył się we wrześniu 2011 roku).